# Науменко Олександр Артемович
Олекса́ндр Арте́мович Нау́менко (нар. 11 вересня 1950) - кандидат технічних наук, професор кафедри сервісної інженерії та технології матеріалів в машинобудуванні імені О. І. Сідашенка Державного біотехнологічного університету.

## Біографія
Олександр Артемович народився 11 вересня 1950 року в с. Циркуни Харківської області.
З 1967 по 1972 роки навчався в Харківському інституті механізації та електрифікації сільського господарства здобувши кваліфікацію інженера-механіка.
Потягом 1973 по 1976 роки працював інженером, молодшим науковим співробітником Українського науково-дослідного інституту механізації та електрифікації сільського господарства.
З 1976 року працював старшим науковим співробітником, асистентом, старшим викладачем, доцентом, деканом, завідувачем кафедри у Харківському інституті механізації та електрифікації сільського господарства.
У 1983 році захистив кандидатську дисертацію «Обоснование технологических показателей и оптимальных мощностей многономенклатурных линий восстановления деталей сельскохозяйственной техники».
У 1986 році Олександру Артемовичу було присвоєно вчене звання доцента.
З 1991 року працював в складі робочих груп МОН України над методологічним удосконаленням навчального процесу.
У 2001 році Олександру Артемович було присвоєно вчене звання професора.
З 2003 року член оргкомітету щорічних Всеукраїнських студентських олімпіад та конкурсів студентських наукових робіт.
У 2003 році обрано академіком Інженерної академії України.
У 2005 році Олександр Артемович був обраний завідувачем кафедри технічних систем і технологій тваринництва ім. Б. П. Шабельника Харківського національного технічного університету сільського господарства імені Петра Василенка.
У 2008 році обраний і призначений директором навчально-наукового інституту технічного сервісу.
З 2015 року член комісії Польської Академії наук.
У 2019 році обраний членом Галузевої експертної ради НАЗЯВО.
У 2020 році ввійшов до складу експертів з акредитації освітніх програм.
З 2021 року працює професором кафедри сервісної інженерії та технології матеріалів в машинобудуванні імені О. І. Сідашенка Державного біотехнологічного університету.

## Праці
Олександр Артемович автор понад 260 наукових праць, методичних розробок, винаходів в тому числі статті, що індексуються в наукометричних базах Scopus та Web of Science, 10 підручників та навчальних посібників.
Наукові інтереси: оптимізація виробничих процесів в сучасному машинобудуванні та сучасні напрямки розвитку сервісної інженерії.
Напрям наукових досліджень: обґрунтування ефективної інфраструктури технічного сервісу АПК та експлуатаційних характеристик обладнання тваринницьких ферм.

## Відзнаки та нагороди
- Почесна грамота Міністерства аграрної політики (1999);
- Відзнака «Відмінник освіти України» (2000);
- Дипломант конкурсу «Вища щкола Харківщини — кращі імена» в номінації «Кращий декан» (2001);
- Дипломант конкурсу «Вища школа Харківщини — кращі імена» в номінації «Кращий декан»; відзнака «Відмінник аграрної освіти» (2002);
- Дипломант конкурсу «Вища школа Харківщини — кращі імена» в номінації «Кращий декан»(2003);
- Відзнака «Відмінник технічної служби» (2003);
- Трудова відзнака Міністерства аграрної політики «Знак пошани» (2003);
- Присвоєно звання «Почесний громадянин села Циркуна» (2005);
- Почесна грамота Міністерства аграрної політики (2006);
- Почесна грамота Міністерства освіти і науки України (2008);
- Дипломант конкурсу «Вища школа Харківщини — кращі імена» в номінації «Кращий декан» (2010);
- Знак «Слобожанська слава» (2010);
- Почена грамота Міністерства аграрної політики (2012);
- Почесне звання «Заслужений працівник освіти України 2015» (2015);
- Почесна грамота Харківської обласної державної адміністрації (2020);
- Подяка за вагомий внесок у розвиток систем якості вищої освіти в Україні як члену галузевої експертної ради з галузі знань 13 Механічна інженерія (2024).